# Zoltán Horváth (escrime)
Pour les articles homonymes, voir Zoltán Horváth.
Zoltán Horváth (né le 12 mars 1937 à Balatonfüred (royaume de Hongrie) et mort le 12 juin 2025 à Budapest (Hongrie)) est un sabreur hongrois médaillé et champion olympique, et également champion du monde.

## Carrière
Zoltán Horváth dispute deux éditions des Jeux olympiques. Il est sacré champion olympique en sabre par équipe et médaillé d'argent en sabre individuel en 1960 à Rome et termine à la cinquième place en sabre par équipe en 1964 à Tokyo.
Il a aussi un palmarès important aux Championnats du monde d'escrime : en sabre individuel, il est champion du monde en 1962 et médaillé de bronze en 1965 et 1966, tandis qu'en sabre par équipes, il remporte l'or en 1957, 1958 et 1966, l'argent en 1959 et 1962 et le bronze en 1961.